# Ilyocypris
Ilyocypris is een geslacht van kreeftachtigen uit de klasse van de Ostracoda (mosselkreeftjes).

## Soorten
- Ilyocypris gibba (Ramdohr, 1808)
- Ilyocypris ramirezi Cusminsky & Whatley, 1996